# Wolfram(VI)-dioxiddichlorid
Wolfram(VI)-dioxiddichlorid ist eine anorganische chemische Verbindung des Wolframs aus der Gruppe der Oxidchloride.

## Gewinnung und Darstellung
Wolfram(VI)-dioxiddichlorid kann durch Reaktion von Wolfram(VI)-chlorid oder Wolfram(VI)-oxidtetrachlorid mit Wolfram(VI)-oxid gewonnen werden.
{\displaystyle \mathrm {WCl_{6}+2\ WO_{3}\longrightarrow 3\ WO_{2}Cl_{2}} }
Es kann auch durch Reaktion von Tetrachlorkohlenstoff mit Wolfram(IV)-oxid bei 250 °C dargestellt werden.

## Eigenschaften
Wolfram(VI)-dioxiddichlorid liegt in Form von farblosen bis schwach gelben Kristallblättchen vor. Es hydrolysiert an feuchter Luft unter Gelbfärbung und zersetzt sich in Wasser. Es besitzt eine monokline Kristallstruktur mit der Raumgruppe Aa (Raumgruppen-Nr. 9, Stellung 4), isotyp zu der von Wolfram(VI)-dioxiddiiodid WO2I2 (a = 768 pm, b = 389 pm, c = 1390 pm, β = 105,3°).